# Love You till Tuesday
"Love You till Tuesday" é uma canção do cantor britânico David Bowie. A primeira versão da canção, gravada em fevereiro de 1967, está presente no álbum de estreia de Bowie. Uma segunda versão, lançada como single, foi gravada em 3 de junho de 1967 e lançada em 14 de julho de 1967. O single foi bem recebido pela imprensa musical, mas, como seus singles anteriores, não entrou para as paradas britânicas. Foi seu último lançamento com a Deram Records. O filme de promoção Love You till Tuesday, de 1969, tem como nome o título da canção, que toca durante os créditos de abertura.